# Nymphula hederalis
Nymphula hederalis là một loài bướm đêm trong họ Crambidae.